# Bujanky
Bujanky (ukr. Буянки) – wieś na Ukrainie, w obwodzie czernihowskim, w rejonie czernihowskim, w hromadzie Ripky. W 2001 liczyła 321 mieszkańców.